# Фолинг Спринг (Западна Вирџинија)
Фолинг Спринг (енгл. Falling Spring) град је у америчкој савезној држави Западна Вирџинија.

## Демографија
По попису из 2010. године број становника је 211, што је 2 (1,0%) становника више него 2000. године.
| Група             | 2000.       | 2010.       |
| Белци             | 208 (99,5%) | 199 (94,3%) |
| Афроамериканци    | 0 (0,0%)    | 1 (0,5%)    |
| Азијати           | 0 (0,0%)    | 0 (0,0%)    |
| Хиспаноамериканци | 1 (0,5%)    | 2 (0,9%)    |
| Укупно            | 209         | 211         |